# Hansan: Rising Dragon
Hansan: Rising Dragon (en hangul, 한산: 용의 출현; romanización revisada del coreano, Hansan: Yongui Chulhyeon) es una película surcoreana de acción bélica estrenada en 2022 y dirigida por Kim Han-min. Es la segunda película de la trilogía de Kim sobre batallas lideradas por Yi Sun-sin, que comenzó con la película de 2014 The Admiral: Roaring Currents. La película muestra la histórica batalla de Hansan, que tuvo lugar cinco años antes de la batalla de Myeongnyang representada en The Admiral: Roaring Currents. Se estrenó el 27 de julio de 2022 en formatos IMAX, 4DX y ScreenX.

## Sinopsis
En 1592, el almirante Yi Sun-sin y su flota se enfrentan al poderío de la armada japonesa invasora y sus formidables barcos de guerra. Cuando las fuerzas coreanas entran en crisis, el almirante recurre a usar su arma secreta, el barco tortuga, para cambiar el rumbo de esta épica batalla naval.

## Reparto
- Park Hae-il como Yi Sun-sin, almirante que dirige la armada de Joseon.[8]
- Byun Yo-han como Wakisaka, almirante que dirige la armada japonesa.[9]
- Ahn Sung-ki como Eo Yeong-dam, un comandante naval de Joseon que vigila las vías fluviales del sur.
- Son Hyun-joo como Won Gyun, un estratega de mentalidad defensiva del almirante de Joseon.
- Kim Sung-kyu como Junsa, un soldado antijaponés.
- Kim Sung-kyun como Kato, un general japonés y rival militar de Wakisaka.
- Kim Hyang-gi como Jeong Bo-reum, una espía que se infiltra en el campamento enemigo japonés como cortesana.[10]
- Ok Taec-yeon como Lim Jun-young, un explorador que espía los movimientos del enemigo.
- Gong Myung como Yi Eokgi, un general de Joseon y subordinado de Yi Sun-sin.
- Park Ji-hwan como Na Dae-yong, el hombre que diseña el barco tortuga.
- Jo Jae-yoon como Manabe Samanozo, un general japonés.
- Park Hoon como Yi Un-ryong, el gobernador de Gyeongsang-wo.[11]
- Yoon Jin-young como Song Hee-rip, general de Joseon y subordinado de Yi Sun-sin.[12]
- Park Jae-min como Watanabe Shichiemon, general japonés y subordinado de Wakisaka.[13]
- Lee Seo-jun como Sahee, sobrino de Wakisaka.[14]
- Kim Jae-young como Jung-woon, un valiente general junto al almirante Yi Sun-sin.[15]
- Park Ji-hwan como Na Dae-yong, fue el general que diseñó el barco tortuga.[16]
- Yoon Je-moon como Kuroda Kanbe.[17]

## Producción

### Desarrollo
En 2013, mientras producía The Admiral: Roaring Currents, Big Stone Pictures reveló sus planes de producir dos películas más relacionadas con Yi Sun-sin, tituladas Emergence of Hansan Dragon y Noryang: Sea of Death como secuelas, dependiendo del éxito de The Admiral. Tras el éxito de esta, que se convirtió en la película más vista y taquillera de siempre en Corea del Sur, se confirmó la producción de las secuelas.

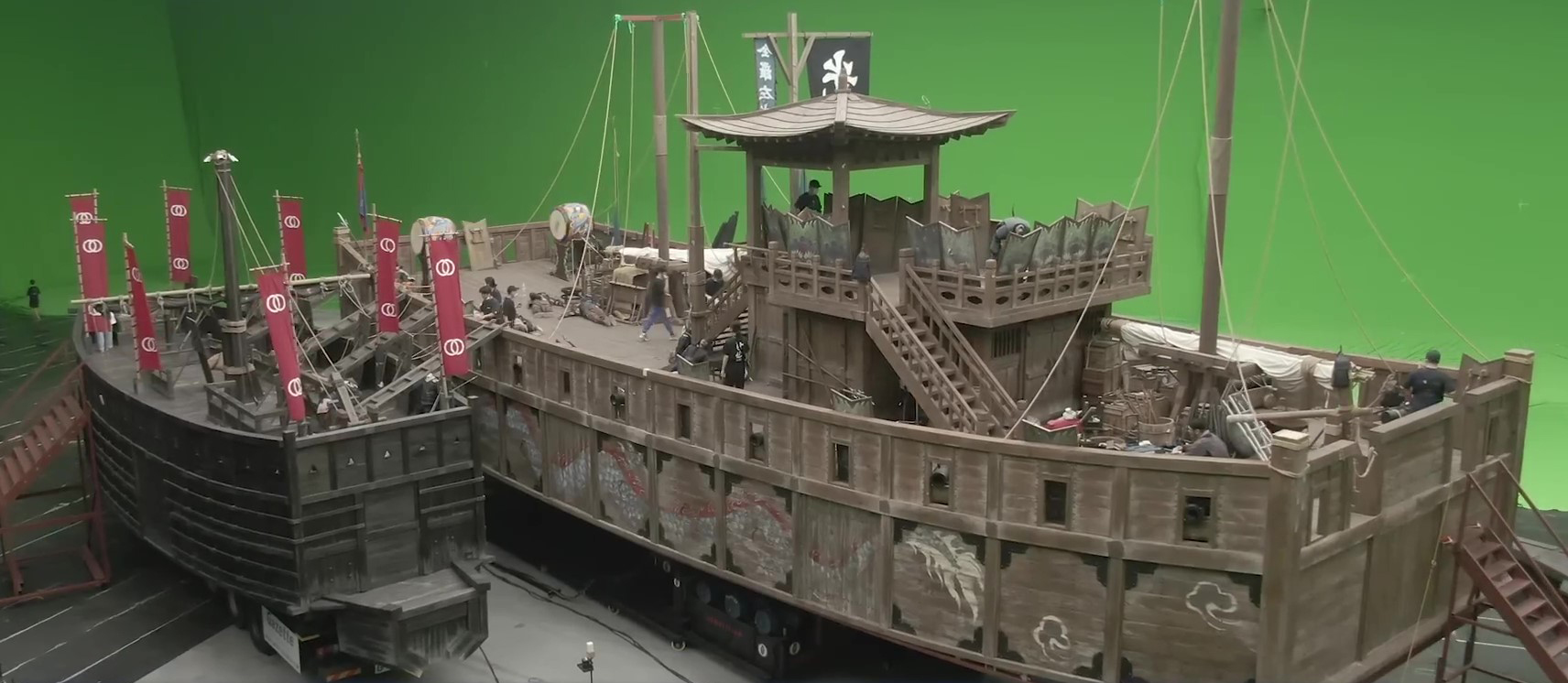
Set de filmación de efectos visuales de Hansan: Rising Dragon

### Rodaje
El rodaje principal comenzó el 18 de mayo de 2020.
Las escenas de batalla naval en Hansan se rodaron con efectos visuales, a diferencia de la película anterior El almirante, que en realidad se filmó en un barco flotando en el mar. El set de efectos visuales para escenas de batalla naval se construyó en el estadio de patinaje de velocidad de Gangneung utilizado para los Juegos Olímpicos de Invierno de Pyeongchang 2018. Para las escenas filmadas en tierra, se construyó un escenario especial en Yeosu, provincia de Jeolla del Sur.

### Posproducción
La posproducción duró un año. Jeong Chul-min y Jeong Seong-jin actuaron como supervisores de VFX.
Durante la escena de la batalla naval en la última parte de la película, se agregaron subtítulos para los diálogos en coreano porque no se podían escuchar debido a los efectos de sonido y la música de fondo de las escenas de batalla. Esto recibió reacciones favorables de la audiencia y críticas generalmente positivas de la crítica.

## Estreno

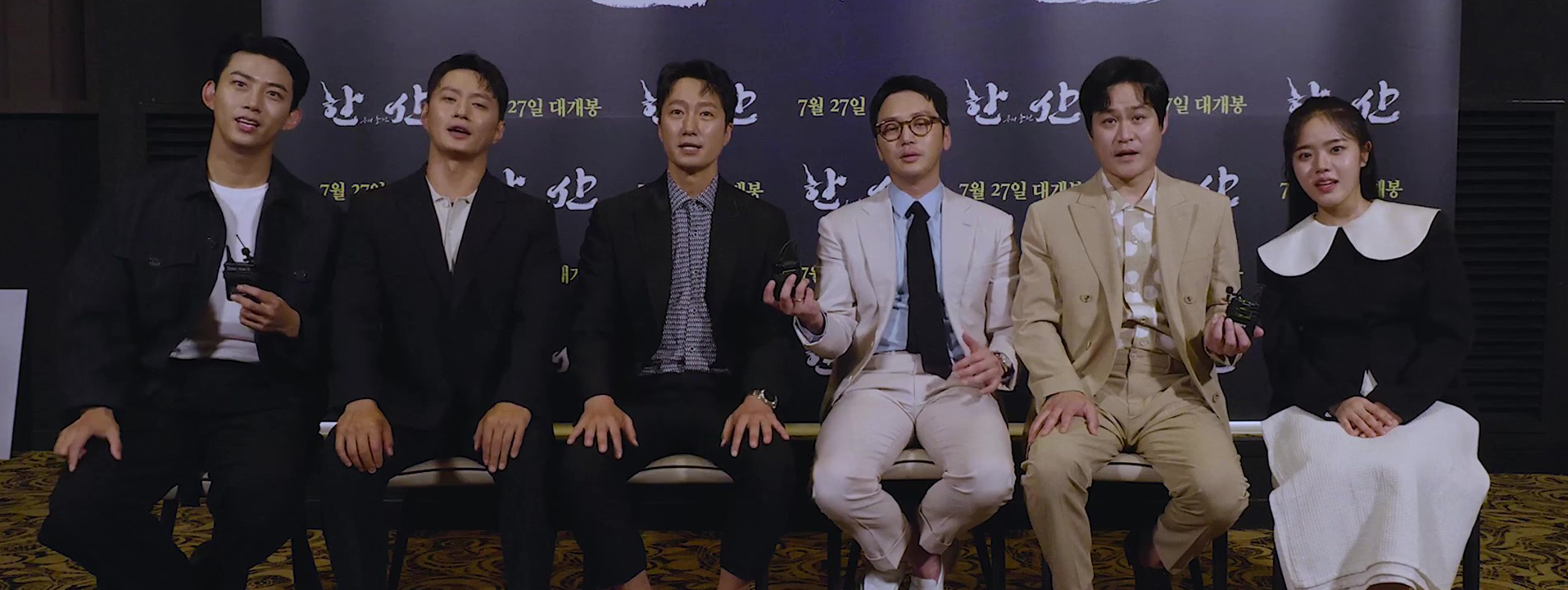
Reparto en un acto con la prensa en julio de 2022.

La película se estrenó el 27 de julio de 2022 en formato IMAX, 4DX y ScreenX por Lotte Entertainment. Well Go USA adquirió los derechos norteamericanos para distribuir la película. Los derechos de la película también se vendieron por adelantado a 99 países, incluidos Japón, China, Taiwán, Singapur, Australia, Nueva Zelanda y Francia. El 29 de julio se estrenó en 32 salas de Estados Unidos.
En julio de 2022 fue seleccionada como la película de presentación en el 21.° Festival de Cine Asiático de Nueva York, donde se proyectó en el Auditorio Lila Acheson Wallace, Asia Society el 28 de julio, en su estreno en Estados Unidos.

## Recepción

### Taquilla
El 25 de julio de 2022, dos días antes de su estreno en cines, Hansan: Rising Dragon registró 147909 preventas, rompiendo el récord de más entradas de preventa vendidos en la historia reciente, que anteriormente ostentaba la película ganadora del Oscar Parasite (2019). La película se estrenó en 2223 pantallas el 27 de julio de 2022. La apertura registró 386 000 entradas y encabezó la taquilla de Corea del Sur. La película superó el millón de entradas acumuladas a los cuatro días del estreno y dos millones de entradas a los cinco días. El octavo día, se convirtió en la primera película coreana de 2022 después de The Roundup en superar los tres millones de entradas. A los quince días de su lanzamiento superó los cinco millones de entradas.
Al 31 de agosto de 2022, era la segunda película surcoreana más taquillera, con el equivalente a 53 320 084 dólares de recaudación y 7 080 266 espectadores.
Entradas semanales (Basado en la Red informática integrada para entradas de cine)
| Entradas y clasificación de taquilla a partir de la fecha del fin de semana respectivo | Entradas y clasificación de taquilla a partir de la fecha del fin de semana respectivo | Entradas y clasificación de taquilla a partir de la fecha del fin de semana respectivo | Entradas y clasificación de taquilla a partir de la fecha del fin de semana respectivo |
| Fin de semana                                                                          | Entradas                                                                               | Entradas                                                                               | Posición en taquilla                                                                   |
| Fin de semana                                                                          | Fin de semana                                                                          | Acumuladas                                                                             | Posición en taquilla                                                                   |
| -------------------------------------------------------------------------------------- | -------------------------------------------------------------------------------------- | -------------------------------------------------------------------------------------- | -------------------------------------------------------------------------------------- |
| 31 de julio de 2022                                                                    | 1 632 087                                                                              | 2 270 144                                                                              | 1.ª                                                                                    |
| 7 de agosto de 2022                                                                    | 1 156 890                                                                              | 4 598 525                                                                              | 1.ª                                                                                    |
| 14 de agosto de 2022                                                                   | 727 434                                                                                | 5 866 942                                                                              | 2.ª                                                                                    |
| 21 de agosto de 2022                                                                   | 343 495                                                                                | 6 711 655                                                                              | 2.ª                                                                                    |

### Respuesta crítica
Escribiendo para Agencia de Noticias Yonhap, Shim Sun-ah describió la película como «una precuela visualmente espectacular e intrigante de la epopeya naval» con «un relato contundente y de ritmo rápido de la información histórica» y «escenas impresionantes y emocionantes».
Kim Nara en su reseña para My Daily apreció la interpretación de Park Hae-il de Yi Sun-sin y la experiencia cinematográfica de la batalla naval de 51 minutos.
Choi Tami, que escribe para Maeil Business, afirmó que con personajes claros, temas y una batalla naval espectacular, Hansan ha avanzado un paso en comparación con The Admiral, y elogió la actuación de Park Hae-il y otros actores.
Choi Young-joo de No Cut News calificó la batalla naval como «abrumadora no solo visualmente sino también auditivamente» y elogió al director por preservar el realismo de la guerra.
En su reseña para Sports Chosun, Jo Ji-young escribió que la recreación del barco tortuga capturó los corazones de los espectadores hasta el punto en que el miedo que experimentaron los militares japoneses después de ver el barco tortuga se transmitió a la pantalla. Jo también elogió la dirección de Kim Han-min, quien compensó las deficiencias del trabajo anterior (The Admiral), y la actuación de Park Hae-il y Byun Yo-han.
Song Kyung-won, que escribe para Cine21, valoró la perfección técnica que reprodujo de manera realista la corriente del mar satisfactoriamente y la recreación del barco tortuga, y agregó que el dragón mencionado en el título puede ser el mismo Yi Sun-sin o el barco tortuga que juega un papel importante en la batalla. Para concluir, Song describió la película como un «espejo gigantesco que refleja la historia».
Kang Nae-ri en su reseña para YTN, apreció la interpretación de Park Hae-il de «un líder que lucha día y noche para salvar a Joseon» y la actuación de Byun Yo-han que mantuvo la tensión hasta el final, y afirmó que la aparición del barco tortuga «trajo emoción y alegría a la audiencia». A los críticos les pareció interesante que la película se cuente desde la perspectiva de los invasores japoneses, sin dejar que la audiencia se dé cuenta de las tácticas del ejército de Joseon.

## Premios y nominaciones
| Año  | Premio                                    | Categoría                                                  | Candidato                                                    | Resultado | Ref.          |
| ---- | ----------------------------------------- | ---------------------------------------------------------- | ------------------------------------------------------------ | --------- | ------------- |
| 2022 | Buil Film Awards                          | Mejor película                                             | Hansan: Rising Dragon                                        | Nominada  | [ 46 ] [ 47 ] |
| 2022 | Buil Film Awards                          | Mejor director                                             | Kim Han-min                                                  | Ganador   | [ 46 ] [ 47 ] |
| 2022 | Buil Film Awards                          | Estrella popular                                           | Byun Yo-han                                                  | Ganador   | [ 46 ] [ 47 ] |
| 2022 | Buil Film Awards                          | Mejor dirección artística                                  | Jeong Seong-jin, Jeong Cheol-min                             | Ganadores | [ 46 ] [ 47 ] |
| 2022 | Chunsa Film Art Awards                    | Mejor actor de reparto                                     | Byun Yo-han                                                  | Nominado  | [ 48 ] [ 49 ] |
| 2022 | Chunsa Film Art Awards                    | Mejor actriz de reparto                                    | Kim Hyang-gi                                                 | Nominada  | [ 48 ] [ 49 ] |
| 2022 | Chunsa Film Art Awards                    | Mejor director                                             | Kim Han-min                                                  | Nominado  | [ 48 ] [ 49 ] |
| 2022 | Chunsa Film Art Awards                    | Mejor guion                                                | Kim Han-min, Yun Hong-ki, Lee Na-ra                          | Ganadores | [ 48 ] [ 49 ] |
| 2022 | Chunsa Film Art Awards                    | Premio técnico (efectos especiales)                        | Jeong Seong-jin, Jeong Cheol-min                             | Nominados | [ 48 ] [ 49 ] |
| 2022 | Asian Journalists Association             | AJA Awards                                                 | Park Hae-il                                                  | Ganador   | [ 50 ]        |
| 2022 | Blue Dragon Film Awards                   | Mejor actor de reparto                                     | Byun Yo-han                                                  | Ganador   | [ 51 ]        |
| 2022 | Blue Dragon Film Awards                   | Mejor dirección artística                                  | Park Gyu-bin                                                 | Nominado  | [ 52 ]        |
| 2022 | Blue Dragon Film Awards                   | Mejor fotografía e iluminación                             | Kim Tae-seong, Kim Kyung-seok                                | Nominados | [ 52 ]        |
| 2022 | Blue Dragon Film Awards                   | Mejor director                                             | Kim Han-min                                                  | Nominado  | [ 52 ]        |
| 2022 | Blue Dragon Film Awards                   | Mejor montaje                                              | Lee Kang-hee, Ahn Hyun-gun                                   | Nominados | [ 52 ]        |
| 2022 | Blue Dragon Film Awards                   | Mejor película                                             | Hansan: Rising Dragon                                        | Nominada  | [ 52 ]        |
| 2022 | Blue Dragon Film Awards                   | Mejor música                                               | Kim Tae-seong                                                | Nominado  | [ 52 ]        |
| 2022 | Blue Dragon Film Awards                   | Mejor actor revelación                                     | Lee Seo-jun                                                  | Nominado  | [ 52 ]        |
| 2022 | Blue Dragon Film Awards                   | Mejor guion                                                | Kim Han-min, Yun Hong-gi                                     | Nominados | [ 52 ]        |
| 2022 | Blue Dragon Film Awards                   | Premio técnico                                             | Jeong Seong-jin, Jeong Cheol-min                             | Nominados | [ 52 ]        |
| 2022 | Grand Bell Awards                         | Mejor actor de reparto                                     | Byun Yo-han                                                  | Ganador   | [ 53 ]        |
| 2022 | Grand Bell Awards                         | Mejor vestuario                                            | Kwon Yoo-jin                                                 | Ganadora  | [ 53 ]        |
| 2022 | Grand Bell Awards                         | Mejor dirección artística                                  | Park Gyu-bin                                                 | Nominado  | [ 54 ]        |
| 2022 | Grand Bell Awards                         | Mejor fotografía                                           | Kim Tae-seong                                                | Nominado  | [ 54 ]        |
| 2022 | Grand Bell Awards                         | Mejor director                                             | Kim Han-min                                                  | Nominado  | [ 54 ]        |
| 2022 | Grand Bell Awards                         | Mejor película                                             | Hansan: Rising Dragon                                        | Nominada  | [ 54 ]        |
| 2022 | Grand Bell Awards                         | Mejor montaje                                              | Lee Kang-hee, Ahn Hyun-gun                                   | Nominados | [ 54 ]        |
| 2022 | Grand Bell Awards                         | Mejor iluminación                                          | Kim Gyeong-seok                                              | Nominado  | [ 54 ]        |
| 2022 | Grand Bell Awards                         | Mejor guion                                                | Kim Han-min, Yun Hong-gi                                     | Nominados | [ 54 ]        |
| 2022 | Grand Bell Awards                         | Mejor actriz de reparto                                    | Kim Hyang-gi                                                 | Nominada  | [ 54 ]        |
| 2022 | Grand Bell Awards                         | Mejores efectos visuales                                   | Jung Seong-jin                                               | Nominado  | [ 54 ]        |
| 2022 | Korean Association of Film Critics Awards | Korean Association of Film 10 selections of Kim Hyun-seung | Hansan: Rising Dragon                                        | Ganadora  | [ 55 ]        |
| 2022 | Korean Association of Film Critics Awards | Premio técnico: efectos visuales                           | Jung Seong-jin, Jung Cheol-min                               | Ganadores | [ 55 ]        |
| 2022 | Korean Film Producers Association Award   | Premio al sonido y tecnología                              | Kim Seok-won, Kim Eun-jeong, Jeong Do-ahn and Lim Jong-hyeok | Ganadores | [ 56 ]        |
| 2023 | Director's Cut Awards                     | Mejor director (cine)                                      | Kim Han-min                                                  | Nominado  | [ 57 ]        |
| 2023 | Director's Cut Awards                     | Mejor actor (cine)                                         | Byun Yo-han                                                  | Nominado  | [ 57 ]        |
| 2023 | Baeksang Arts Awards                      | Mejor película                                             | Hansan: Rising Dragon                                        | Nominada  | [ 58 ] [ 59 ] |
| 2023 | Baeksang Arts Awards                      | Mejor director                                             | Kim Han-min                                                  | Nominado  | [ 58 ] [ 59 ] |
| 2023 | Baeksang Arts Awards                      | Mejor actor de reparto                                     | Byun Yo-han                                                  | Ganador   | [ 58 ] [ 59 ] |
| 2023 | Baeksang Arts Awards                      | Premio técnico                                             | Jeong Seong-jin, Jeong Chul-min (VFX)                        | Nominados | [ 58 ] [ 59 ] |